# József Szécsényi
József Szécsényi (Hungría, 10 de enero de 1932-21 de marzo de 2017) fue un atleta húngaro especializado en la prueba de lanzamiento de disco, en la que consiguió ser medallista de bronce europeo en 1954.

## Carrera deportiva
En el Campeonato Europeo de Atletismo de 1954 ganó la medalla de bronce en el lanzamiento de disco, llegando hasta los 51.58 metros, siendo superado por los lanzadores italianos Adolfo Consolini (oro con 53.44 metros) y Giuseppe Tosi (plata).